# Symfonie nr. 9 (Maslanka)
David Maslanka voltooide zijn Symfonie nr. 9 op 30 september 2011.
Het werk is geschreven in opdracht van dirigent Stephen K. Steele, die bijna het gehele oeuvre aan orkestwerken van de componist op compact disc heeft gezet. Steele was voor wat betreft die opdracht leider van een veertigtal opdrachtgevers, personen en instanties. De componist zei zelf over zijn negende symfonie dat het een aaneenschakeling is van instrumentale melodielijnen, die teruggrijpen op de koralen van Johann Sebastian Bach. Invloeden van minimal music van bijvoorbeeld Philip Glass zijn echter ook vertegenwoordigd. De moeilijkheidsgraad is gemiddeld, maar de musici moeten wel over voldoende embouchure beschikken, want de symfonie duurt ongeveer 75 minuten. Ter vergelijking, de meeste klassieke symfonieën kennen een tijdsduur van rond de 45 minuten. De lengte van Maslanka's werk vertoont hier overeenkomsten met de lengte van Mahler-, dan wel Sjostakovitsjsymfonieën.
Het werk wordt voorafgegaan door een declamatie van het gedicht Secrets van William Stanley Merwin. Vervolgens komt een symfonie op gang met lange solopassages voor onder andere sopraansaxofoon, altsaxofoon en klarinet. Ook de piano, die normaal niet aangetroffen wordt binnen de harmoniewereld, is prominent aanwezig.
De indeling:
- voorwoord[1]
- Shall we gather at the River
  - I thank you God for all your good works
- Now all lies under Thee[2]
- Fantasia on I thank you God for all your good works
- Fantasia on O sacred head now wounded
  - Shall we gather at the River
  - Watch the night with mee
  - Soul, How have you become so unhappy
  - Whale story (O sacred head now wounded)
    - O sacred head now wounded.

Whale story bevat de declamatie van een eigen tekst van de componist onder het motto: "Why should God have incarnacated only in human form?" In de symfonie sneed Maslanka thema’s aan als Tijd en herinnering, Water en de reinigende werking daarvan, Natuur en Gepastheid.
De orkestratie:
- spreker
- 2 piccolo/dwarsfluit, 2 hobo’s, 1 esklarinet, 3 besklarinetten, 3 fagotten (III ook contrafagot)
- 1 sopraansaxofoon, 2 altsaxofoons, 1 tenorsaxofoons, 1 baritonsaxofoon
- 4 hoorns, 3 trompetten, 2 trombones, 1 bastrombone, 1 tuba, 1 eufonium
- 1 harp, piano
- 6 man/vrouw percussie